# Bouira
Um memorial perto da sede da cidade
Bouira (em árabe: بويرة) é a capital da província de Bouira, Argélia. Segundo o censo de 2008, a população total da cidade era de 88 801 habitantes.